# کره جونگ‌آنگ دیلی
کره جونگ‌آنگ دیلی (انگلیسی: Korea JoongAng Daily) نسخهٔ انگلیسی‌زبان روزنامهٔ ملی کره جنوبی، جونگ‌آنگ ایلبو است. این روزنامه برای اولین بار در ۱۷ اکتبر ۲۰۰۰ منتشر شد و نام آن در ابتدا «JoongAng Ilbo English Edition» بود.